# Rumänische Männer-Handballnationalmannschaft
Die rumänische Männer-Handballnationalmannschaft repräsentiert den Handballverband Rumäniens als Auswahlmannschaft auf internationaler Ebene bei Länderspielen im Handball gegen Mannschaften anderer nationaler Verbände. Zu ihren Erfolgen gehören vier Weltmeistertitel (1961, 1964, 1970 und 1974).

## Geschichte
Die Federaţia Română de Handbal wurde 1936 gegründet ist seit 1948 Mitglied in der Internationalen Handballföderation (IHF) und seit 1992 in der Europäischen Handballföderation (EHF).
Ihre Glanzzeit hatte die Mannschaft zwischen 1960 und 1990. Angeführt von Spielern wie Gheorghe Gruia, der 1992 zum besten Handballer aller Zeiten gewählt wurde, Petre Ivănescu, Ștefan Birtalan und Cristian Gațu wurde Rumänien 1961, 1964, 1970 und 1974 Weltmeister. Der größte Erfolg bei Olympischen Spielen stammt aus dem Jahre 1976, als man in Montreal die Silbermedaille gewinnen konnte. 1972, 1980 und 1984 gewann die Auswahl die Bronzemedaille. Der letzte Podestplatz gelang bei der Weltmeisterschaft 1990.
Ab 2021 war der ehemalige Erfolgstrainer des FC Barcelona, Xavier Pascual, der parallel auch den rumänischen Verein Dinamo Bukarest trainiert, zum zweiten Mal Nationaltrainer. Sein Vertrag läuft bis Sommer 2024. Unter ihm schaffte Rumänien im Jahr 2023 erstmals nach 1996 wieder die Qualifikation zur Teilnahme an einer Europameisterschaft. Nach Ansicht Pascuals liegt die lange erfolglose Phase daran, dass sich die Trainingsmethodik in Rumänien, wo Handball der bedeutendste Sport ist, nicht so entwickelt habe wie im Rest Europas; auch die in der rumänischen Liga gesetzlich vorgegebene Quote von mindestens 40 Prozent einheimischer Spieler würde das Wettbewerbsniveau einschränken oder verringern. Nach der Europameisterschaft 2024 legte er das Amt nieder. Sein Nachfolger wurde George Buricea.

## Teilnahme an internationalen Großereignissen

### Olympische Spiele
- Olympische Spiele 1972:  3. Platz (von 16 Mannschaften)

Kader: Cornel Penu (6 Spiele/0 Tore), Alexandru Dincă (6/0), Radu Voina (5/0), Valentin Samungi (3/0), Ștefan Birtalan (1/0), Simon Schobel (6/2), Dan Marin (2/2), Constantin Tudosie (3/3), Cristian Gațu (6/5), Ghiță Licu (5/5), Werner Stöckl (6/5), Adrian Cosma (5/8), Gabriel Kicsid (6/11), Roland Gunesch (6/19), Gheorghe Gruia (6/37/Torschützenkönig). Trainer: Oprea Vlase, Niculae Nedeff.

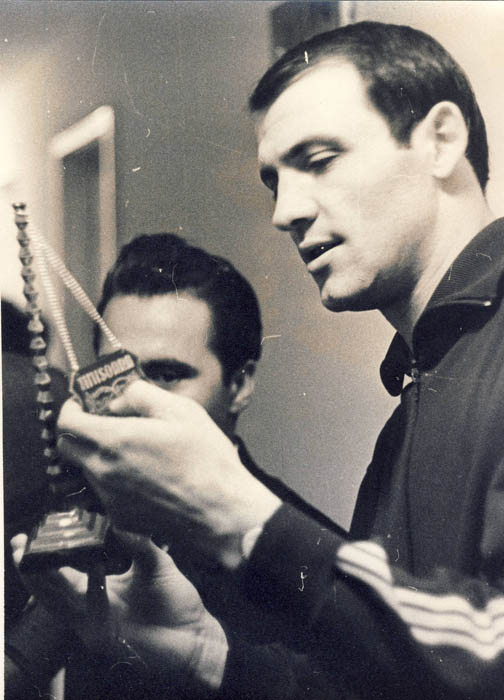
Gheorge Gruia

- Olympische Spiele 1976:  2. Platz (von 12 Mannschaften)

Kader: Nicolae Munteanu (5 Spiele/0 Tore), Cornel Penu (5/0), Roland Gunesch (3/0), Cezar Drăgăniță (2/1), Alexandru Fölker (1/4), Gabriel Kicsid (4/4), Constantin Tudosie (5/4), Radu Voina (5/5), Werner Stöckl (5/6), Cristian Gațu (5/8), Adrian Cosma (5/11), Ghiță Licu (5/13), Mircea Grabovschi (5/18), Ștefan Birtalan (5/32/Torschützenkönig). Trainer: Niculae Nedeff, Oprea Vlase.
- Olympische Spiele 1980:  3. Platz (von 12 Mannschaften)

Kader: Claudiu Ionescu (5 Spiele/0 Tore), Nicolae Munteanu (6/1), Radu Voina (4/4), Neculai Vasilcă (4/5), Adrian Cosma (5/5), Cornel Durău (6/7), Alexandru Fölker (5/8), Cezar Drăgăniță (4/8), Lucian Vasilache (5/8), Marian Dumitru (4/9), Maricel Voinea (6/10), Iosif Boroș (6/15), Ștefan Birtalan (6/23), Vasile Stîngă (6/36). Trainer: Ioan Kunst Ghermănescu, Niculae Nedeff, Lascăr Pană.
- Olympische Spiele 1984:  3. Platz (von 12 Mannschaften)

Kader: Alexandru Buligan (6 Spiele/0 Tore), Nicolae Munteanu (5/0), Gheorghe Dogărescu (3/0), Adrian Simion (1/0), Dumitru Berbece (1/2), Mircea Bedivan (6/2), Gheorghe Covaciu (4/3), Neculai Vasilcă (5/3), Vasile Oprea (6/7), Alexandru Fölker (6/8), Maricel Voinea (4/11), Iosif Boroș (6/13), Cornel Durău (6/16), Marian Dumitru (6/30), Vasile Stîngă (6/47/zweitbester Torschütze). Trainer: Niculae Nedeff, Radu Voina.
- Olympische Spiele 1988: nicht qualifiziert

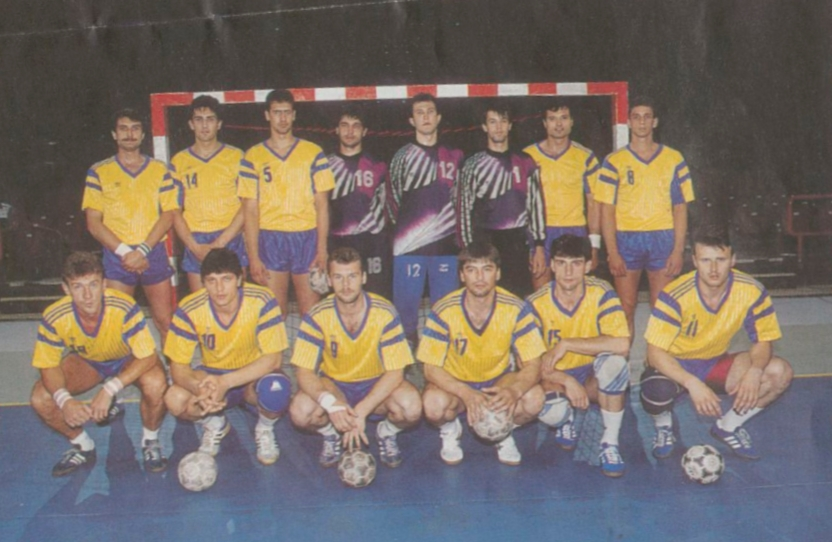
Die rumänische Auswahl vor den Olympischen Spielen 1992.

- Olympische Spiele 1992: 8. Platz (von 12 Mannschaften)

Kader: Alexandru Buligan (6 Spiele/0 Tore), Sorin Toacsen (6/0), Marian Dumitru (5/3), Mitică Bontaș (2/3), Alexandru Dedu (6/5), Maricel Voinea (5/5), Rudi Prisăcaru (6/7), Titel Răduță (6/7), Adrian Popovici (6/9), Dumitru Berbece (5/13), Ion Mocanu (6/17), Cristian Zaharia (6/27), Robert Licu (6/30). Trainer: Cezar Nica, Ștefan Orban.

### Weltmeisterschaften
- Weltmeisterschaft 1958: 13. Platz (von 16 Mannschaften)

Kader: Mihai Redl, Emil Barbu, Virgil Hnat, Otto Tellmann, Petre Ivănescu, Gheorghe Covaci, Aurel Bulgariu, Olimpiu Nodea, Iulian Căliman, Tudor Ristoiu, Liviu Constantinescu, Virgil Tale, Gheorghe Coman, Pompiliu Simion, Mircea Costache I, Constantin Tănăsescu, Hans Moser. Trainer: Ioan Kunst Ghermănescu.
- Weltmeisterschaft 1961:  1. Platz (von 12 Mannschaften)

Kader: Ioan Bogolea, Gheorghe Bădulescu, Aurel Bulgariu, Iulian Căliman, Gheorghe Coman, Mircea Costache I, Mircea Costache II, Gheorghe Covaci, Virgil Hnat, Petre Ivănescu (24 Tore, Torschützenkönig), Hans Moser, Olimpiu Nodea, Cornel Oțelea, Mihai Redl, Otto Tellmann. Trainer: Oprea Vlase, Niculae Nedeff.
- Weltmeisterschaft 1964:  1. Platz (von 16 Mannschaften)

Kader: Ioan Bogolea, Mihai Redl, Virgil Tale, Aurel Bulgaru, Mircea Costache I, Mircea Costache II, Gheorghe Gruia, Virgil Hnat, Petre Ivănescu, Josef Jakob, Hans Moser (32 Tore, Torschützenkönig), Cezar Nica, Olimpiu Nodea, Cornel Oțelea, Ion Popescu. Trainer: Ioan Kunst Ghermănescu.
- Weltmeisterschaft 1967:  3. Platz (von 16 Mannschaften)

Kader: Mircea Costache II, Alexandru Dincă, Cristian Gațu, Gheorghe Goran, Gheorghe Gruia (34 Tore), Roland Gunesch, Josef Jakob, Gheorghe Licu, Hans Moser, Cezar Nica, Cornel Oțelea, Cornel Penu, Mihai Redl, Valentin Samungi, Ion Popescu, Virgil Hnat. Trainer: Ioan Kunst Ghermănescu.
- Weltmeisterschaft 1970:  1. Platz (von 16 Mannschaften)

Kader: Alexandru Dincă, Ștefan Orban, Cornel Penu, Ștefan Birtalan, Cristian Gațu, Gheorghe Goran, Gheorghe Gruia (30 Tore, zweitbester Torschütze), Roland Gunesch, Gabriel Kicsid, Gheorghe Licu, Mihai Marinescu, Titus Moldovan, Cezar Nica, Cornel Oțelea, Ion Popescu, Valentin Samungi. Trainer: Eugen Trofin.

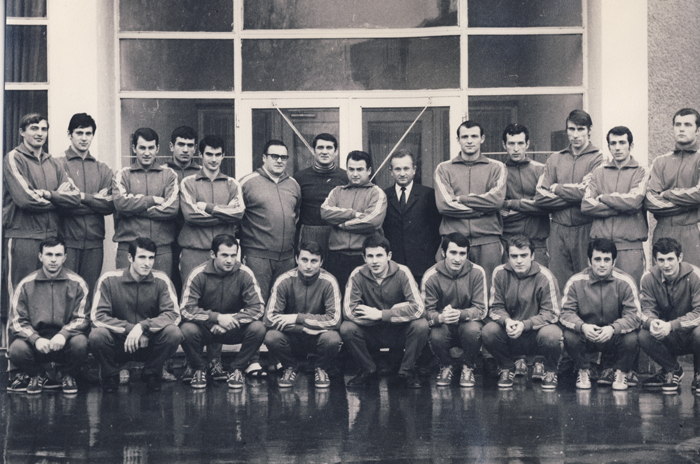
Die Weltmeistermannschaft 1970.

- Weltmeisterschaft 1974:  1. Platz (von 16 Mannschaften)

Kader: Alexandru Dincă, Ștefan Orban, Cornel Penu, Ștefan Birtalan (43 Tore, Torschützenkönig), Liviu Bota, Adrian Cosma, Cristian Gațu (bester Spieler), Mircea Grabovschi, Roland Gunesch, Gabriel Kicsid, Gheorghe Licu, Marin Dan, Mircea Ștef, Werner Stöckl, Constantin Tudosie, Radu Voina. Trainer: Nicolae Nedeff.

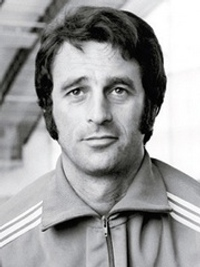
Cristian Gațu

- Weltmeisterschaft 1978: 7. Platz (von 16 Mannschaften)

Kader: Cornel Penu, Nicolae Munteanu, Radu Voina, Gabriel Kicsid, Ștefan Birtalan (43 Tore, drittbester Torschütze), Cezar Drăgăniță, Vasile Stîngă, Cornel Durău, Werner Stöckl, Mircea Grabovschi, Alexandru Fölker, Mihai Mironiuc, Mircea Bedivan, Ștefan Deacu. Trainer: Nicolae Nedeff.
- Weltmeisterschaft 1982: 5. Platz (von 16 Mannschaften)

Kader: Nicolae Munteanu, Alexandru Buligan, Marian Dumitru, Vasile Stîngă (65 Tore, Torschützenkönig), Cezar Drăgăniță, Nicolae Vasilca, Ștefan Birtalan, Cornel Durău, Maricel Voinea, Radu Voina, Alexandru Fölker, Mihai Redl Junior, Gheorghe Dumitru, Mircea Bedivan. Trainer: Lascăr Pană.

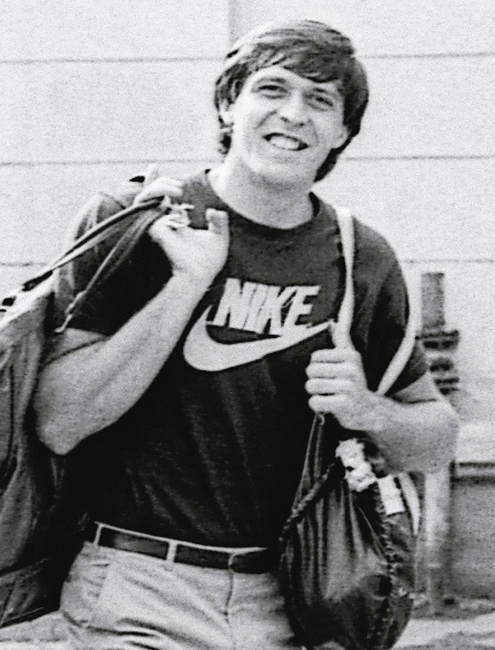
Vasile Stîngă

- Weltmeisterschaft 1986: 9. Platz (von 16 Mannschaften)

Kader: Alexandru Buligan, Adrian Simion, Marian Dumitru, Cezar Drăgăniță, Dumitru Berbece, Alexandru Fölker, Ion Mocanu, Adrian Ghimeș, Marian Mirică, Tudor Roşca, Gheorghe Covaciu, Iosif Boroș, Maricel Voinea (40 Tore). Trainer: Lascăr Pană.
- Weltmeisterschaft 1990:  3. Platz (von 16 Mannschaften)

Kader: Alexandru Buligan, Vasile Cocuz, Marian Dumitru (37 Tore), Robert Licu, Cristian Zaharia, Maricel Voinea, Adrian Ghimeș, Cornel Durău, Dumitru Berbece, Ion Mocanu, Costică Neagu, Rudi Prisăcaru, Liviu Ianoș, Paul Cătălin Cicu. Trainer: Cornel Oțelea.
- Weltmeisterschaft 1993: 10. Platz (von 16 Mannschaften)

Kader: Sorin Toacsen, Daniel Apostu, Ioan Gănău, Costică Neagu, Adrian Popovici, Ciprian Beșta, Vasile Sajenev, Eliodor Voica, Robert Licu, Rudi Prisăcaru, Mitică Bontaș, Adrian Ștot, Titel Răduță, Alexandru Dedu, Ionel Radu. Trainer: Otto Heel.
- Weltmeisterschaft 1995: 10. Platz (von 24 Mannschaften)

Kader: Alexandru Buligan, Sorin Toacsen, Daniel Apostu, Daniel Coman, Adrian Popovici, Cristian Zaharia, Ciprian Beșta, Eliodor Voica, Robert Licu, Adrian Ghimeș, Rudi Prisăcaru, Dumitru Berbece, Titel Răduță, Alexandru Dedu, Ion Mocanu. Trainer: Vasile Stîngă.
- Weltmeisterschaft 2009: 15. Platz (von 24 Mannschaften)

Kader: Ionuț Stănescu (7 Spiele/0 Tore), Mihai Popescu (7/0), Sorin Bârză (4/0), Florin Nicolae (9/9), Marius Stavrositu (9/9), Sandu Iacob (9/11), Mihai Rohozneanu (9/14), George Buricea (9/15), Mihai Timofte (6/16), Marian Cozma (8/18), Ionuț Georgescu (4/18), Gheorghe Irimescu (6/22), Rareș Jurcă (9/23), Eremia Piriianu (7/28), Adrian Petrea (9/37), Valentin Marian Ghionea (9/58). Trainer: Aihan Omer.

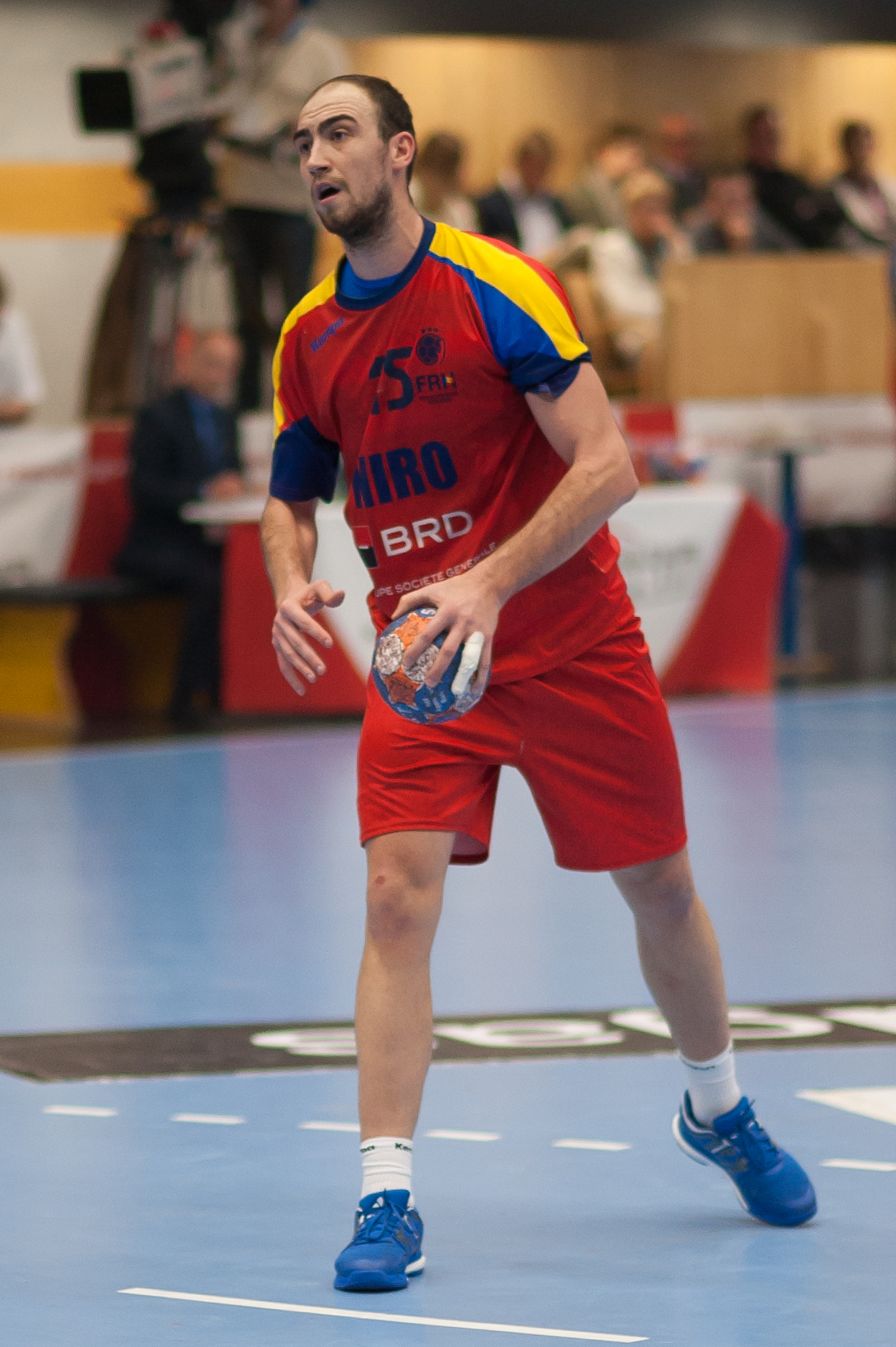
Valentin Marian Ghionea bei einem Siebenmeterwurf (2015).

- Weltmeisterschaft 2011: 19. Platz (von 24 Mannschaften)

Kader: Mihai Popescu (7 Spiele/0 Tore), Ionuț Ciobanu (5/0), Bogdan Pralea (2/0), Iuliu Alexandru Csepreghi (5/1), Marius Sadoveac (2/1), Ionuț Georgescu (7/4), Alexandru Sabău (7/6), Dan Savenco (7/6), Iulian Stamate (6/7), Alexandru Simicu (7/8), Rareș Jurcă (7/9), Laurențiu Mihai Toma (7/11), Daniel Mureșan (7/13), Cristian Fenici (7/14), Marius Novanc (7/17), Valentin Marian Ghionea (7/29), Gabriel Florea (7/33), Alexandru Stamate (7/36). Trainer: Vasile Stîngă.

#### B- und C-Weltmeisterschaften
- B-Weltmeisterschaft 1987: 5. Platz (von 16 Mannschaften)[7]
- B-Weltmeisterschaft 1989: 5. Platz (von 16 Mannschaften)

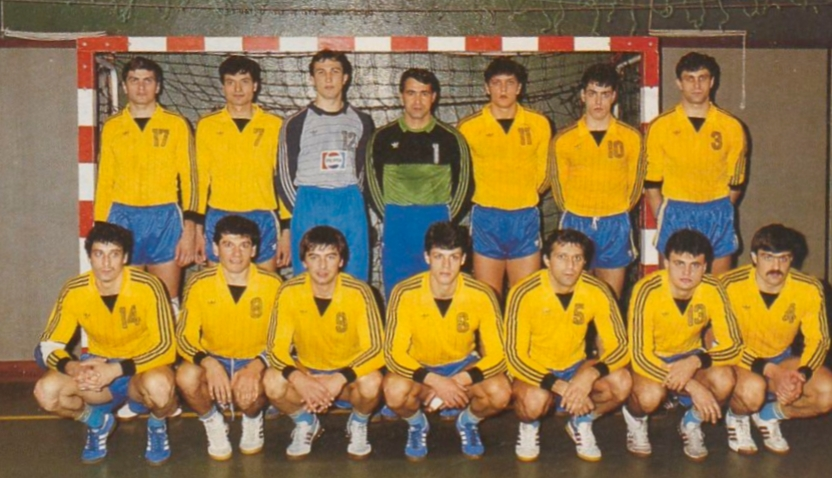
Die rumänische Auswahl vor der B-Weltmeisterschaft 1989.

### Europameisterschaften
- Europameisterschaft 1994: 11. Platz (von 12 Mannschaften)

Kader: Sorin Toacsen (6 Spiele/0 Tore), Daniel Apostu (6/0), Rudi Prisăcaru (6/0), Ciprian Beșta (mind. 2/2), Mitică Bontaș (mind. 2/2), Alexandru Dedu (mind. 2/5), Adrian Popovici (6/10), Adrian Ghimeș (6/10), Robert Licu (4/16), Cristian Zaharia (5/21), Ion Mocanu (6/21), Titel Răduță (6/29), Eliodor Voica (6/35). Trainer: Ștefan Birtalan, Ștefan Orban.
- Europameisterschaft 1996: 09. Platz (von 12 Mannschaften)

Kader: Liviu Ianoș (6 Spiele/0 Tore), Daniel Apostu (5/0), Sorin Toacsen (1/0), Ionel Ene (5/0), Cătălin Popovici (1/1), Daniel Coman (2/1), Ionel Radu (5/3), Petru Pop (3/7), Rudi Prisăcaru (6/9), Iulian Alexandru (6/10), Titel Răduță (5/12), Eliodor Voica (6/12), Alexandru Dedu (5/15), Adrian Popovici (5/16), Robert Licu (5/29), Ciprian Beșta (6/30). Trainer: Doriu Simion, Cezar Nica.
- Europameisterschaft 2024: 22. Platz (von 24 Mannschaften)

Kader: Ionuț Ciprian Iancu (3 Spiele/0 Tore), Dan Lucian Vasile (3/0), Liviu Caba (2/0), Alexandru Mihai Tărîță (2/0), Sabin Constantina (1/0), Dan Emil Racotea (3/0), Robert Militaru (3/0), Adrian Vladut Rotaru (2/1), Marius Sadoveac (1/1), Robert Nagy (1/2), Andrei Drăgan (2/3), Cristian Ghiță (2/4), Gabriel Ilie (3/4), Gabriel Cumpănici (3/5), Călin Dedu (3/7), Daniel Stanciuc (3/7), Nicușor Andrei Negru (2/9), Ionuț Nistor (3/9), Andrei Buzle (3/10), Demis Grigoraș (3/11). Trainer:  Xavier Pascual Fuertes.

## Weitere Turnierteilnahmen
(Auswahl)

### World Cup
Beim World Cup (1971–2010) in Schweden sowie teilweise in Norwegen und Deutschland, erreichte die Auswahl folgende Platzierungen:
- World Cup 1971: 2. Platz (von 8 Mannschaften)
- World Cup 1974: 5. Platz (von 8 Mannschaften)
- World Cup 1992: 8. Platz (von 8 Mannschaften)

Kader: (mglw. unvollständig), Liviu Ianoș, Sorin Toacsen, Dragoș Dobrescu, Flaviu Sinboan, Alexandru Dedu, Robert Licu, Rudi Prisăcaru, Mitica Bontaș, Ionel Radu, Adrian Popovici, Ciprian Beșta, Titel Răduță. Trainer: Cezar Nica.

### Supercup
Beim Supercup (1979–2015) in Deutschland erreichte die Auswahl folgende Platzierungen:
- Supercup 1979: 2. Platz (von 6 Mannschaften)

Kader: Alexandru Buligan, Nicolae Munteanu, Ștefan Birtalan, Vasile Stîngă, Radu Voina, Maricel Voinea, Iosif Boroș, Mihai Mironiuc, Cezar Drăgăniță, Alexandru Fölker, Lucian Vasilache, Nicolae Vasilca, Mircea Grabovschi. Trainer: Ioan Kunst Ghermănescu.
- Supercup 1981: 5. Platz (von 6 Mannschaften)

Kader: Alexandru Buligan, Nicolae Munteanu, Marian Dumitru, Iosif Boroș, Maricel Voinea, Vasile Stîngă, Cezar Drăgăniță, Cornel Durău, Vasile Oprea, Alexandru Fölker, Nicolae Vasilca, Mircea Grabovschi, Gheorghe Dumitru. Trainer: unbekannt.
- Supercup 1983: 1. Platz (von 8 Mannschaften)

Kader: Alexandru Buligan, Nicolae Munteanu, Adrian Simion, Mircea Bedivan, Dumitru Berbece, Gheorghe Covaciu, Gheorghe Dogărescu, Marian Dumitru, Cornel Durău, Vasile Oprea, Constantin Petre, Tudor Roșca, Vasile Stîngă, Neculai Vasilcă, Maricel Voinea. Trainer: Nicolae Nedeff.
- Supercup 1985: 4. Platz (von 8 Mannschaften)

Kader: Alexandru Buligan, Mircea Petran, Dumitru Berbece, Adrian Bondar, Iosif Boroș, Gheorghe Covaciu, Alexander Fölker, Dan Giurgea, Mircea Grabovschi, Ion Mocanu, Vasile Oprea, Vasile Stîngă, Neculai Vasilcă, Maricel Voinea, Gheorghe Dogărescu, Constantin Petre. Trainer: Lascăr Pană und Cezar Nica.
- Supercup 1987: 4. Platz (von 8 Mannschaften)

Kader: Alexandru Buligan, Nicolae Munteanu, Mircea Petran, Alexandru Matei, Doru Porumb, Marian Dumitru, Liviu Ianoș, Dumitru Berbece, Alexander Fölker, Maricel Voinea, Ion Mocanu, Adrian Ghimeș, Gheorghe Dogărescu, Constantin Petre. Trainer: Cornel Oțelea.
- Supercup 1989: 3. Platz (von 8 Mannschaften)
- Supercup 1991: 5. Platz (von 6 Mannschaften)

Kader: Liviu Ianoș, Sorin Toacsen, Alexandru Dedu, Adrian Ghimeș, Robert Licu, Rudi Prisăcaru, Mitică Bontaș, Ion Mocanu, Adrian Popovici, Costică Neagu, Dumitru Berbece, Titel Răduță. Trainer: Cezar Nica.
- Supercup 1993: 4. Platz (von 4 Mannschaften)

Kader: Daniel Apostu, Sorin Toacsen, Iulian Alexandru, Ciprian Beșta, Mitică Bontaș, Sebastian Bota, Alexandru Dedu, Constantin Dragomir, Robert Licu, Costică Neagu, Adrian Popovici, Cătălin Popovici, Ionel Radu, Titel Răduță, Vasile Sajenev, Eliodor Voica. Trainer: Otto Heel.
- Supercup 1995: 6. Platz (von 6 Mannschaften)

Kader: Liviu Ianoș, Daniel Apostu, Cosmin Hendrea, Eliodor Voica, Ionel Radu, Alexandru Dedu, Iulian Alexandru, Robert Licu, Florin Vasiliu, Petru Pop, Ciprian Beșta, Ionel Ene, Sebastian Bota, Ştefan Laufceac. Trainer: Lascăr Pană.
- Supercup 1998: 8. Platz (von 8 Mannschaften)

Kader: Ștefan Laufceac, Sorin Toacsen, Dragoș Dobrescu, Ionel Radu, Mircea Muraru, Ioan Tase, Rudi Prisăcaru, Florin Baciu, Petru Pop, Ovidiu Mihăilă, Ciprian Beșta, Eugen Bota, Titel Răduță, Eremia Pârâianu. Trainer: Gheorghe Goran.

### Ostseepokal
Beim Ostseepokal (1968–1981) in verschiedenen Ländern des Ostseeraumes erreichte die Auswahl folgende Platzierungen:
- Ostseepokal 1968: 1. Platz

### Karpatenpokal
Den seit 1959 ausgetragenen Karpatenpokal in Rumänien gewann die Auswahl in den Jahren:
- 1964, 1966, 1969, 1970, 1973, 1975, 1976, 1979, 1980, 1981, 1984, 1986, 1988, 1991, 1995, 2001, 2003, 2004, 2005, 2006, 2007, 2011, 2012, 2018

### Jugoslawien-Trophäe
Bei der Jugoslawien-Trophäe (1960–1990) in Jugoslawien erreichte die Auswahl folgende Platzierungen:
- Tašmajdana-Trophäe 1961: 1. Platz
- Tašmajdana-Trophäe 1962: 2. Platz
- Zagreb-Trophäe 1966: 2. Platz
- Tašmajdana-Trophäe 1967: 2. Platz
- Zagreb-Trophäe 1968: 3. Platz
- Jugoslawien-Trophäe 1976: 1. Platz
- Jugoslawien-Trophäe 1978: 5. Platz
- Jugoslawien-Trophäe 1985: 5. Platz

### Balkanpokal
Beim Balkanpokal erreichte die Auswahl folgende Platzierungen:
- 1979: 2. Platz (von 3 Mannschaften)
- 1980: 2. Platz (von 4 Mannschaften)
- 1981: 1. Platz (von 6 Mannschaften)
- 1983: 1. Platz (von 5 Mannschaften)
- 1985: 2. Platz (von 4 Mannschaften)
- 1987: 2. Platz (von 4 Mannschaften)
- 1989: 1. Platz (von 5 Mannschaften)
- 1990: 1. Platz (von 5 Mannschaften)

### Yellow Cup

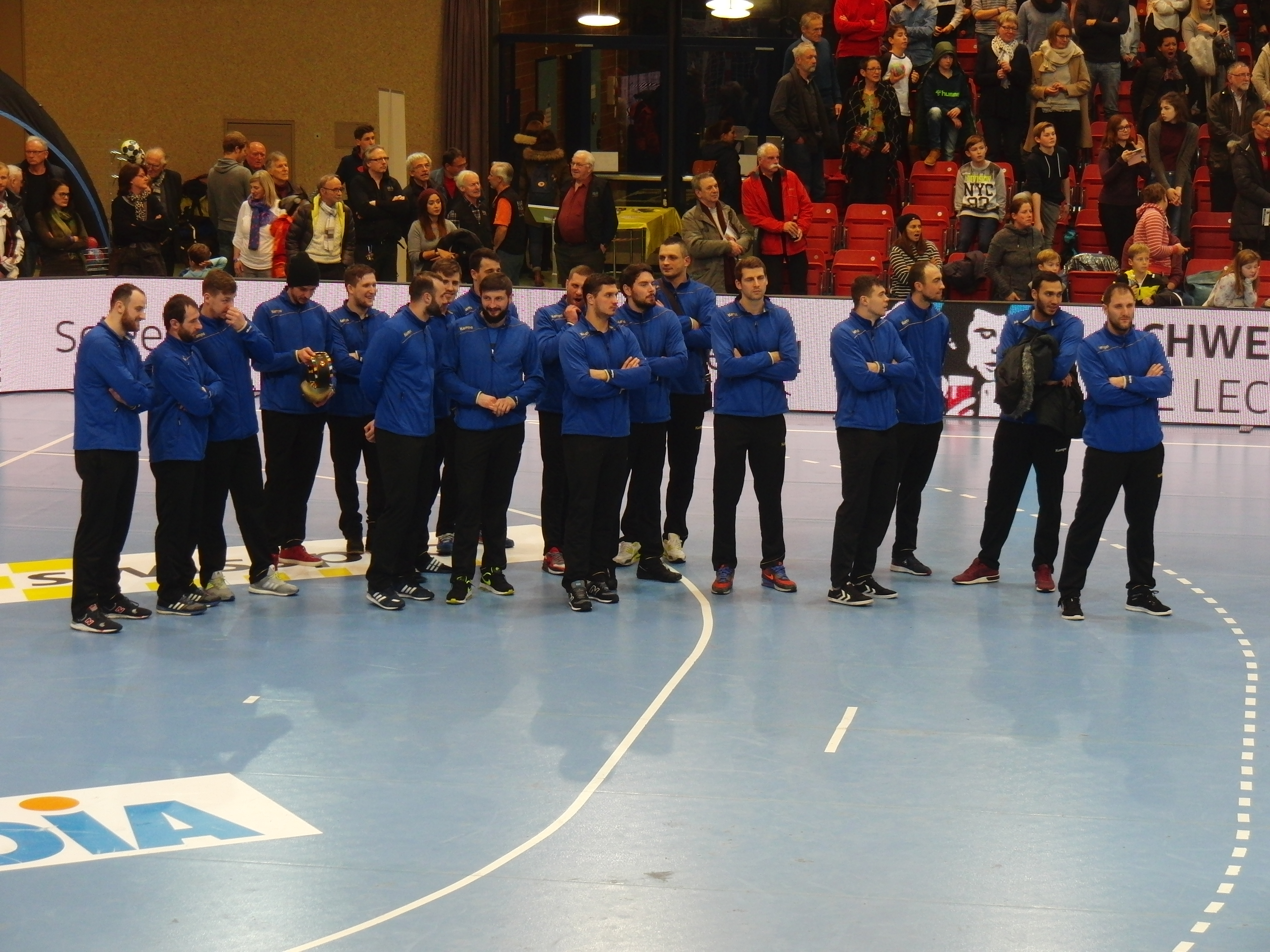
Die Mannschaft beim Yellow Cup 2017.

Beim Yellow Cup in der Schweiz erreichte die Auswahl folgende Platzierungen:
- Yellow Cup 2011: 4. Platz (von 4 Mannschaften)
- Yellow Cup Januar 2017: 3. Platz (von 4 Mannschaften)
- Yellow Cup Dezember 2017: 3. Platz (von 4 Mannschaften)
- Yellow Cup 2024: 2. Platz (von 4 Mannschaften)

## Spieler und Trainer

### Aktueller Kader
| Nr. | Spieler                   | Geburtstag | Alter | Position        | Größe  | Gewicht | Verein                                | Lsp. | Tore |
| --- | ------------------------- | ---------- | ----- | --------------- | ------ | ------- | ------------------------------------- | ---- | ---- |
| 88  | Marius Mihai Anton        | 19.06.1997 | 26    | Rückraum rechts | 1,91 m | 89 kg   | ACS HC Buzău 2012                     | 0    | 0    |
| 9   | Botond Balazs             | 21.05.1997 | 26    | Rückraum Mitte  | 1,90 m | 88 kg   | CSU din Suceava                       | 0    | 0    |
| 6   | Tudor Botea               | 07.07.1997 | 26    | Rückraum links  | 1,94 m | 95 kg   | CS Minaur Baia Mare                   | 15   | 30   |
| 95  | Alexandru Florin Bucataru | 04.11.1995 | 28    | Torhüter        | 2,03 m | 114 kg  | Dinamo Bukarest                       | 20   | 0    |
| 2   | Tudor Bogdan Bugulet      | 02.03.2001 | 22    | Rechtsaußen     | 1,92 m | 86 kg   | Dinamo Bukarest                       | 0    | 0    |
| 35  | Iosif Andrei Buzle        | 03.05.1999 | 24    | Rückraum links  | 1,98 m | 86 kg   | Club Balonmano Granollers             | 25   | 35   |
| 21  | Liviu Emil Caba           | 21.06.2000 | 23    | Rückraum Mitte  | 1,95 m | 95 kg   | CSM Constanta                         | 5    | 0    |
| 44  | Calin Mihai Cabut         | 06.10.1998 | 25    | Rückraum Mitte  | 1,92 m | 96 kg   | CSM Constanta                         | 26   | 21   |
| 22  | Sabin Constantina         | 22.07.1996 | 27    | Linksaußen      | 1,86 m | 78 kg   | CSA Steaua Bukarest                   | 3    | 6    |
| 26  | Vencel Csog               | 26.06.1997 | 26    | Linksaußen      | 1,79 m | 75 kg   | CSU din Suceava                       | 0    | 0    |
| 10  | Stefan Gabriel Cumpanici  | 12.10.1998 | 25    | Rückraum Mitte  | 1,98 m | 102 kg  | CS Minaur Baia Mare                   | 12   | 16   |
| 23  | Calin Dedu                | 21.10.2002 | 21    | Kreisläufer     | 2,07 m | 115 kg  | Dinamo Bukarest                       | 8    | 15   |
| 30  | Andrei Valeriu Dragan     | 06.07.1999 | 24    | Rückraum Mitte  | 1,85 m | 85 kg   | CSM Constanta                         | 9    | 6    |
| 31  | Radu Cristian Ghita       | 22.11.1990 | 33    | Rückraum rechts | 1,89 m | 92 kg   | Asociatia Handbal Club Potaissa Turda | 70   | 87   |
| 15  | Alexandru Alin Ghivil     | 02.09.2001 | 22    | Linksaußen      | 1,88 m | 77 kg   | Asociatia Handbal Club Potaissa Turda | 0    | 0    |
| 14  | Demis Cosmin Grigoras     | 30.06.1993 | 30    | Rückraum rechts | 1,93 m | 101 kg  | Sport Lisboa e Benfica                | 68   | 115  |
| 98  | Dragos Hantaru            | 24.04.1998 | 25    | Rückraum links  | 1,90 m | 90 kg   | Asociatia Handbal Club Potaissa Turda | 6    | 9    |
| 51  | Javier Humet Gaminde      | 22.01.1990 | 33    | Rückraum rechts | 1,96 m | 98 kg   | Dinamo Bukarest                       | 40   | 74   |
| 1   | Ionut Ciprian Iancu       | 18.02.1994 | 29    | Torhüter        | 1,94 m | 86 kg   | CSA Steaua Bukarest                   | 76   | 3    |
| 3   | Gabriel Cristian Ilie     | 11.03.1999 | 24    | Rückraum links  | 1,93 m | 95 kg   | CSM Constanta                         | 13   | 9    |
| 47  | Ante Kuduz                | 11.04.1995 | 28    | Rückraum links  | 2,03 m | 113 kg  | Dinamo Bukarest                       | 8    | 21   |
| 16  | Darius Catalin Makaria    | 02.02.1993 | 30    | Torhüter        | 1,92 m | 110 kg  | CSU din Suceava                       | 2    | 0    |
| 8   | Robert Mihai Militaru     | 04.01.1994 | 30    | Rückraum links  | 1,96 m | 100 kg  | Dinamo Bukarest                       | 26   | 6    |
| 11  | Robert Nagy               | 06.07.1997 | 26    | Kreisläufer     | 1,92 m | 103 kg  | CS Minaur Baia Mare                   | 6    | 12   |
| 65  | Stefan-Valentin Neagu     | 03.01.2001 | 23    | Kreisläufer     | 1,95 m | 102 kg  | CSA Steaua Bukarest                   | 3    | 5    |
| 24  | Nicusor Andrei Negru      | 24.05.1994 | 29    | Linksaußen      | 1,80 m | 82 kg   | Dinamo Bukarest                       | 41   | 96   |
| 5   | Ionut Nistor Ionita       | 24.05.1994 | 29    | Rechtsaußen     | 1,87 m | 86 kg   | CSM Constanta                         | 36   | 62   |
| 17  | Dan Emil Racotea          | 21.07.1995 | 28    | Rückraum links  | 2,03 m | 112 kg  | Dinamo Bukarest                       | 48   | 67   |
| 13  | Adrian Vladut Rotaru      | 01.07.1994 | 29    | Kreisläufer     | 1,91 m | 106 kg  | CSM Bukarest                          | 36   | 53   |
| 18  | Marius Sadoveac           | 07.05.1985 | 38    | Rechtsaußen     | 1,93 m | 88 kg   | SCM Timisoara                         | 129  | 186  |
| 41  | Daniel Stanciuc           | 07.03.2004 | 19    | Rückraum Mitte  | 1,89 m | 92 kg   | Dinamo Bukarest                       | 8    | 14   |
| 20  | Andras Szasz              | 24.01.1994 | 29    | Kreisläufer     | 1,98 m | 115 kg  | CSM Bukarest                          | 9    | 6    |
| 19  | Alexandru Mihai Tarita    | 19.01.1990 | 33    | Rechtsaußen     | 1,88 m | 84 kg   | CSA Steaua Bukarest                   | 12   | 19   |
| 96  | Roland Thalmaier          | 15.09.1996 | 27    | Rechtsaußen     | 1,90 m | 91 kg   | Asociatia Handbal Club Potaissa Turda | 2    | 0    |
| 12  | Dan Lucian Vasile         | 09.07.1997 | 26    | Torhüter        | 1,90 m | 93 kg   | CSM Constanta                         | 35   | 1    |

### Bisherige Trainer
Aufgelistet sind die Cheftrainer der Nationalmannschaft, deren Zeiträume sich teilweise überschneiden.

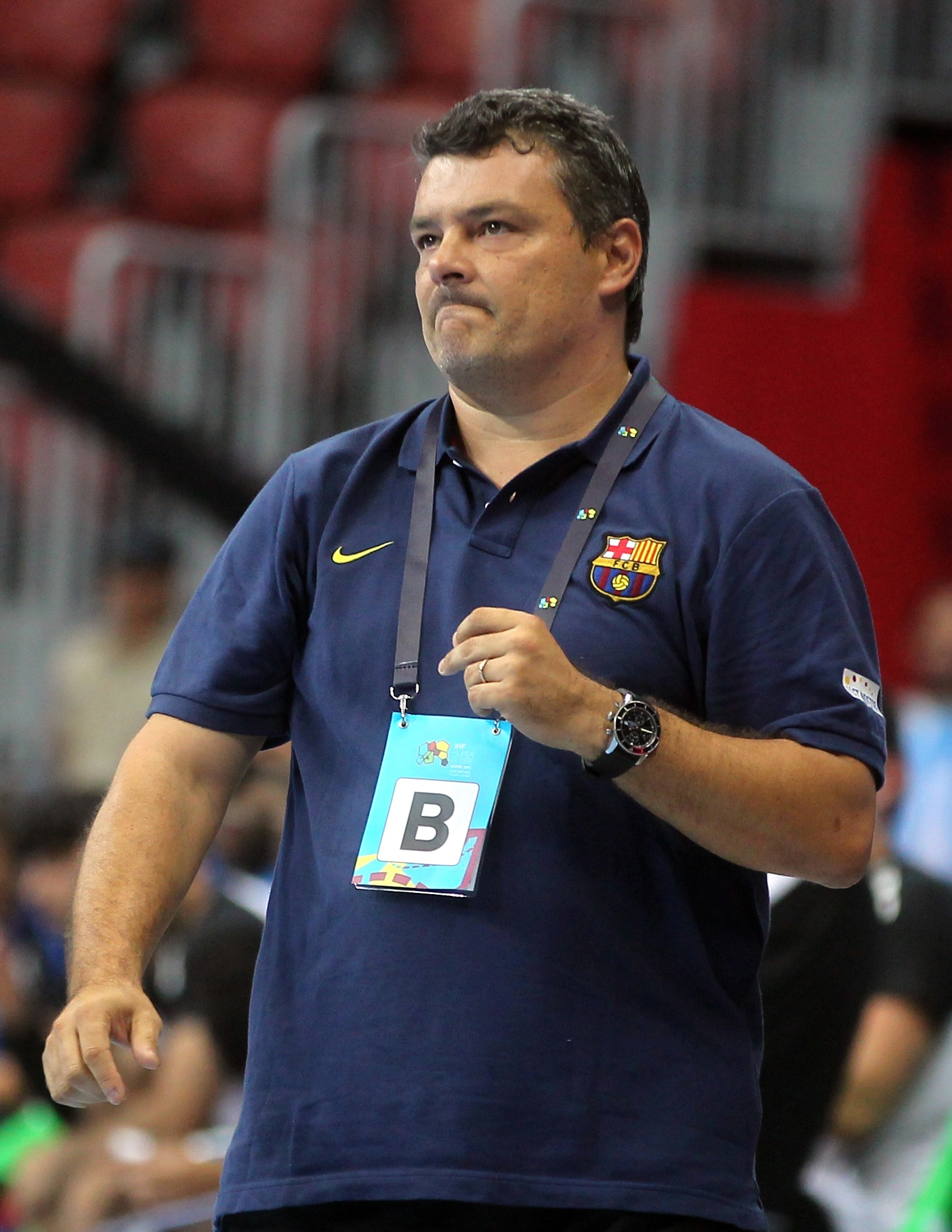
Der ehemalige Erfolgstrainer des FC Barcelona, Xavier Pascual Fuertes, soll die Mannschaft zur Euro 2024 führen.

| Zeitraum       | Nation        | Trainer                |
| -------------- | ------------- | ---------------------- |
| 1958–1967      | Rumänien 1965 | Ioan Kunst Ghermănescu |
| 1965–1989      | Rumänien 1965 | Niculae Nedeff         |
| 1964–1970      | Rumänien 1965 | Eugen Trofin           |
| 1978           | Rumänien 1965 | Eugen Trofin           |
| 1978–1982      | Rumänien 1965 | Lascăr Pană            |
| 1980           | Rumänien 1965 | Ioan Kunst Ghermănescu |
| 1984–1986      | Rumänien 1965 | Lascăr Pană            |
| 1985–1990      | Rumänien 1965 | Cornel Oțelea          |
| 1988           | Rumänien 1965 | Eugen Trofin           |
| 1991–1993      | Rumänien      | Cezar Nica             |
| 1993           | Rumänien      | Otto Heel              |
| 1994           | Rumänien      | Ștefan Birtalan        |
| 1995–1996      | Rumänien      | Vasile Stîngă          |
| 1996           | Rumänien      | Doru Simion            |
| 1997           | Rumänien      | Otto Heel              |
| 1998           | Rumänien      | Gheorghe Goran         |
| 1999–2000      | Rumänien      | Petre Ivănescu         |
| 2001–2002      | Rumänien      | Cezar Nica             |
| 2003–2004      | Rumänien      | Radu Voina             |
| 2005–2006      | Rumänien      | Petre Ivănescu         |
| 2006–2007      | Rumänien      | Lucian Rîşniță         |
| 2007–2009      | Rumänien      | Aihan Omer             |
| 2010–2013      | Rumänien      | Vasile Stîngă          |
| 2013–2014      | Rumänien      | Eliodor Voica          |
| 4/2014–10/2014 | Frankreich    | Christian Gaudin       |
| 2014–2016      | Rumänien      | Aihan Omer             |
| 2016–2018      | Spanien       | Xavier Pascual         |
| 2018–2019      | Spanien       | Manuel Montoya         |
| 2019–2021      | Rumänien      | Rareș Fortuneanu       |
| 2021–1/2024    | Spanien       | Xavier Pascual Fuertes |
| 1/2024         | Rumänien      | George Buricea         |

### Spielerrekorde
Aktive Spieler sind grün hinterlegt. Stand: 24. Dezember 2022.
| Rang | Spieler           | Spiele | Tore |
| ---- | ----------------- | ------ | ---- |
| 1.   | Alexandru Buligan | 280    | 5    |
| 2.   | Vasile Stîngă     | 269    | 1414 |
| 3.   | Cornel Penu       | 266    | 6    |
| 4.   | Maricel Voinea    | 263    | 706  |
| 5.   | Robert Licu       | 243    | 1054 |
| 5.   | Radu Voina        | 243    | 458  |
| 5.   | Sorin Toacsen     | 243    | 7    |
| 8.   | Alexandru Fölker  | 239    | 557  |
| 9.   | Nicolae Munteanu  | 238    | 6    |
| 10.  | Alexandru Dedu    | 232    | 399  |

| Rang | Spieler                 | Tore | Spiele |
| ---- | ----------------------- | ---- | ------ |
| 1.   | Vasile Stîngă           | 1414 | 269    |
| 2.   | Robert Licu             | 1054 | 243    |
| 3.   | Ștefan Birtalan         | 993  | 231    |
| 4.   | Eliodor Voica           | 867  | 205    |
| 5.   | Valentin Marian Ghionea | 808  | 165    |
| 6.   | Marian Dumitru          | 762  | 187    |
| 7.   | Maricel Voinea          | 706  | 263    |
| 8.   | Dumitru Berbece         | 684  | 208    |
| 9.   | Gheorghe Gruia          | 636  | 126    |
| 10.  | Ion Mocanu              | 635  | 230    |